# Апаресида-д’Уэсти
Апаресида-д’Уэсти (порт. Aparecida d'Oeste) — муниципалитет в Бразилии, входит в штат Сан-Паулу. Составная часть мезорегиона Сан-Жозе-ду-Риу-Прету. Входит в экономико-статистический микрорегион Жалис. Население составляет 4577 человек на 2007 год. Занимает площадь 179,069 км². Плотность населения — 26,9 чел./км².

## История
Город основан 23 марта 1969 года.

## Статистика
- Валовой внутренний продукт на 2003 составляет 42 778 276,00 реалов (данные: Бразильский институт географии и статистики).
- Валовой внутренний продукт на душу населения на 2003 составляет 8785,84 реала (данные: Бразильский институт географии и статистики).
- Индекс развития человеческого потенциала на 2000 составляет 0,759 (данные: Программа развития ООН).